# Orquesta Sinfónica del IPN
La Orquesta Sinfónica del IPN (OSIPN)  es una agrupación sinfónica mexicana perteneciente al Instituto Politécnico Nacional y fundada en 1965. Su sede es el Centro Cultural Jaime Torres Bodet, al norte de la Ciudad de México, donde ofrece temporadas anuales de conciertos.

## Historia
La Orquesta Sinfónica del IPN se creó en 1965, durante la gestión del director general Guillermo Massieu Helguera, y presentó su primer concierto el 4 de abril de ese año. El director artístico fue Guillermo Orta Velázquez.
Desde el momento de su creación , la Orquesta Sinfónica del Instituto Politécnico Nacional dedica especial interés en colaborar en la formación integral y acercamiento al arte a través de la música como parte de su proyecto educativo.
El primer concierto fue el 4 de abril de 1965, cuando el Dr. Guillermo Massieu Helguera, entonces director general del IPN, nombró a Guillermo Orta Velázquez como su director artístico. A la labor de consolidar una orquesta sinfónica politécnica, se han unido los maestros Armando Zayas (+), Salvador Carballeda (+), Alfredo Ibarra, Juan Carlos Lomónaco, Gabriela Díaz Alatriste, Enrique Diemecke y Enrique Barrios.
A sus temporadas anuales, durante los últimos 50 años, la OSIPN también lleva a cabo una labor intramuros al visitar las escuelas del IPN en la Ciudad de México y en el interior de la República Mexicana. De esta manera, la OSIPN se ha presentado en los más importantes recintos musicales como: el Palacio de Bellas Artes, la Sala Nezahualcóyotl, el Teatro de la Ciudad Esperanza Iris y el Auditorio Nacional, así como el Castillo de Chapultepec y el Zócalo de la Ciudad de México. En 2010 participó en la edición XXXVIII del Festival Internacional Cervantino, en 2011 en el 3er Encuentro de Orquestas de Cuernavaca y en el 2013 en la edición 27 del Festival Cultural Zacatecas.
Entre algunos de sus reconocimientos, están la presea de la Asociación de Críticos de Arte dentro del Primer Festival Nacional de Orquestas Sinfónicas, en 1981. Un año después, obtuvo del gobierno del estado de Guerrero una distinción por inaugurar el escenario de las Grutas de Cacahuamilpa, convirtiéndose en la primera orquesta en el mundo en actuar a mil metros de profundidad. En 2010 se hizo merecedora a la presea de Las Lunas del Auditorio Nacional. Actualmente, la OSIPN cuenta con once discos compactos y tiene presencia nacional a través de las transmisiones que realiza todos los sábados Canal Once del IPN, así como a través de las redes sociales de Cultura IPN.

## Directores artísticos y titulares
En orden cronológico, han ocupado este cargo:
- Guillermo Orta Velázquez (4 de abril de 1965-)[2]
- Salvador Carballeda González (1979-1996)[3]
- Armando Zayas (1996-2002)
- Salvador Carballeda González (2002-2004)[3]
- Alfredo Ibarra (2004-2008)[4]
- Juan Carlos Lomónaco (1 de abril de 2008-2009)[5]
- Gabriela Díaz Alatriste (11 de marzo de 2009-27 y 29 de junio de 2013)[6][7]
- Enrique Diemecke 2014 – 2018[8]
- Enrique Barrios 2019 – 2023
- Vladimir Sagaydo 2023 – Actualidad